# Condado de Rockbridge
Predefinição:Info/Condado dos Eetados Unidos
O Condado de Rockbridge é um dos 95 condados do estado americano de Virgínia. A sede do condado é Lexington. Esta, porém, não faz parte do condado, sendo uma cidade independente. A maior cidade do condado é Glasgow. O condado possui uma área de 1 557 km² (dos quais 4 km² estão cobertos por água), uma população de 20 808 habitantes, e uma densidade populacional de 13 hab/km² (segundo o censo nacional de 2000). O condado foi fundado em 1778.